# Greisen

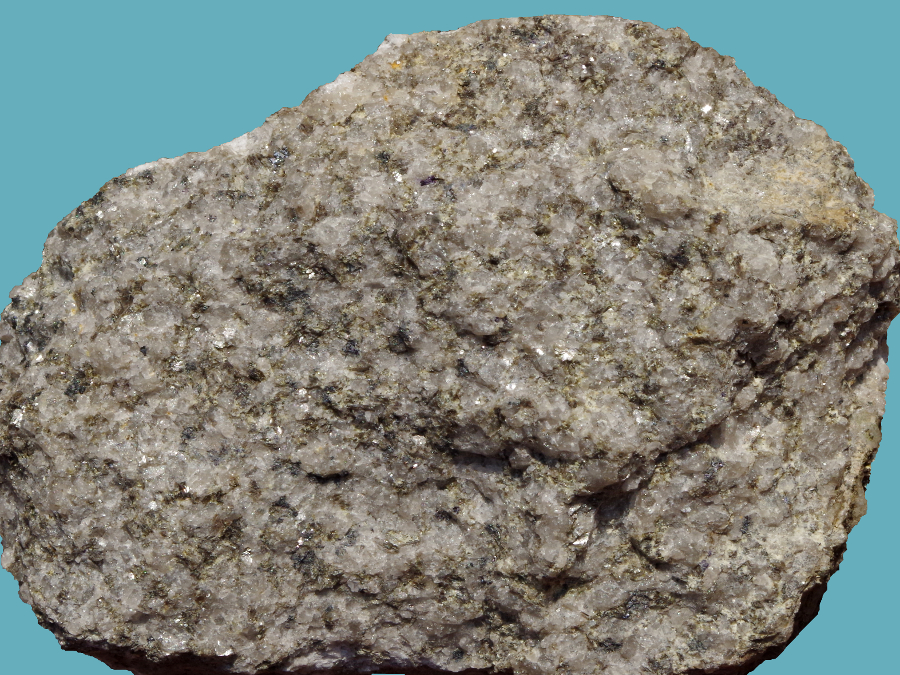
Greisen (Cínovec)

Greiseny jsou metamorfované horniny vzniklé metasomatickým procesem greisenizace z původních žul (granitů). Bývají světle šedé, s všesměrnou, středně až hrubě zrnitou stavbou. Dominantní součástí greisenů je křemen, který je většinou doprovázený světlou slídou. Kromě toho mohou být přítomné i další minerály (fluorit, topaz, cinvaldit, cínovec, wolframit a pod.). Přechod mezi žulou a greisenem představují greisenizované žuly. Zde proces greisenizace nedoběhl do konce, ale byl přerušen. V greisenizovaných žulách zůstává zachována část původních živců.
Název zavedl do praxe německý geolog a mineralog Abraham Gottlob Werner.

## Vznik
Greiseny vznikly v již utuhlých vrcholových partiích granitových těles, někdy i jejich plášti okolo poruchových zón za účasti horkých fluid. Často tvoří v žulách tělesa ve tvaru pňů, označovaných jako kupole, a nebo tělesa ve formě žilníků. Na vzniku horniny se výraznou měrou podílela metasomatóza, kdy při hydrotermálních a pneumatolytických procesech dochází k rozkladu původní granitické horniny, zatlačování živců křemenem. Při tom dochází k rekrystalizaci původní horminy. Tento proces je nazýván greisenisací. Probíhá při působení horkých roztoků a plynů z lehkých součástí magmatu, které jsou obohacené borem, chlorem, fluorem, lithiem, někdy i berylliem, cínem, wolframem, případně molybdenem. Tyto prvky vytváření doprovodné minerály, z nichž některé jsou rudními minerály a bývají předmětem dobývání rud.
Jemnozrnná až skoro celistvá odrůda greisenu, vzniklá z křemenných porfyrů se označuje jako zwitter.

## Mineralogické složení
Hornina je složená především z křemene, který je zčásti původní, zčásti vzniklý přeměnou živců při přímém působení horkých roztoků a par. Dalším minerálem je světlá slída muskovit, často s obsahem lithia. Typickou lithnou slídou je minerál cinvaldit. Doprovodné minerály představují nerosty fluorit, topaz, turmalín, beryl a další, tedy většinou minerály potřebující ke svému vzniku přínos fluoru a boru. Často bývají doprovodnými i různé rudní minerály. Hlavními rudními minerály v greisenech jsou kasiterit a wolframit, v menší míře molybdenit. Tyto formace jsou často označované jako Sn-W-Li-Mo asociace.

## Výskyt
V Česku se greiseny vyskytují v širší oblasti Krušných hor a ve Slavkovském lese a jsou pro tyto oblasti typické. Hlavními výskyty zrudněných greisenů na české straně Krušných hor jsou to ložiska Cínovec a Krupka, kde greiseny jednak lemují ploché křemeno-cinvalditové žíly, jednak vytvářejí samostatná tělesa. Typickou asociací je zde Sn-W-Li-Bi. Významné byly rovněž výskyty zrudněných greisenů v okolí Abertam (Důl Mauritius v Hřebečné).
V západním Krušnohoří se vyskytují i žilné greiseny v okolí Přebuze, kde ovšem téměř chybí ostatní kovy a cínové zrudnění je doprovázeno arzenidem železa löllingitem.
Dalším významné výskyty greisenů jsou v centrální části Slavkovského lesa u Horního Slavkova, Krásna a zaniklé Čisté.
Na saské straně Krušných hor se vyskytují zrudněné greiseny v okolí Ehrenfriedersdorfu, Altenbergu či Eibenstocku.
Mezi klasické výskyty greisenu patří hrabství Cornwall s historickým dobýváním cínu v Anglii.
Z dalších zemí se zrudněné greiseny nacházejí v Číně, Malajsii, Indonésii, Barmě, Thajsku, Austrálii, Bolívii.

## Využití
Greiseny jsou často doprovázeny výskytem rud cínu, wolframu a muskovitu s vyšším obsahem lithia. Jsou proto ve světě předmětem hornického dobývání. Hlavní užitkovou složkou greisenů v Česku byl od pradávna kasiterit, který byl zdrojem cínu ve Střední Evropě. Podružně se to týká wolframu, molybdenu a bismutu. Cíno-wolframové rudy měly v minulosti značný hospodářský význam. Z rozsypů byl těžen cín pravděpodobně již v době bronzové.
V souvislosti s výrobou výkonných baterií pro elektromobily či mobilní telefony se dostává do popředí zájmu lehký alkalický kov lithium. Je možné, že v budoucnu dojde k využití zásob lithia obsaženého v odvalech po těžbě a zpracování cínové rudy, případně i těžbě v oblasti Krušných hor (Cínovec) či Slavkovského lesa (Horní Slavkov).
Mnohdy poskytovaly řadu nerostů a patřily po stránce mineralogické mezi klasické nálezy. Bohaté mineralogické nálezy z greisenových těles v Česku pocházejí zejména Horního Slavkova a Krásna, Cínovce a Krupky. Patří mezi ně především kasiterit, apatit, karfolit (Horní Slavkov), wolframit, scheelit, molybdenit (Cínovec a Krupka).
Na saské straně Krušných hor je to například topas ze Schneckensteinu. 

## Minerály greisenů

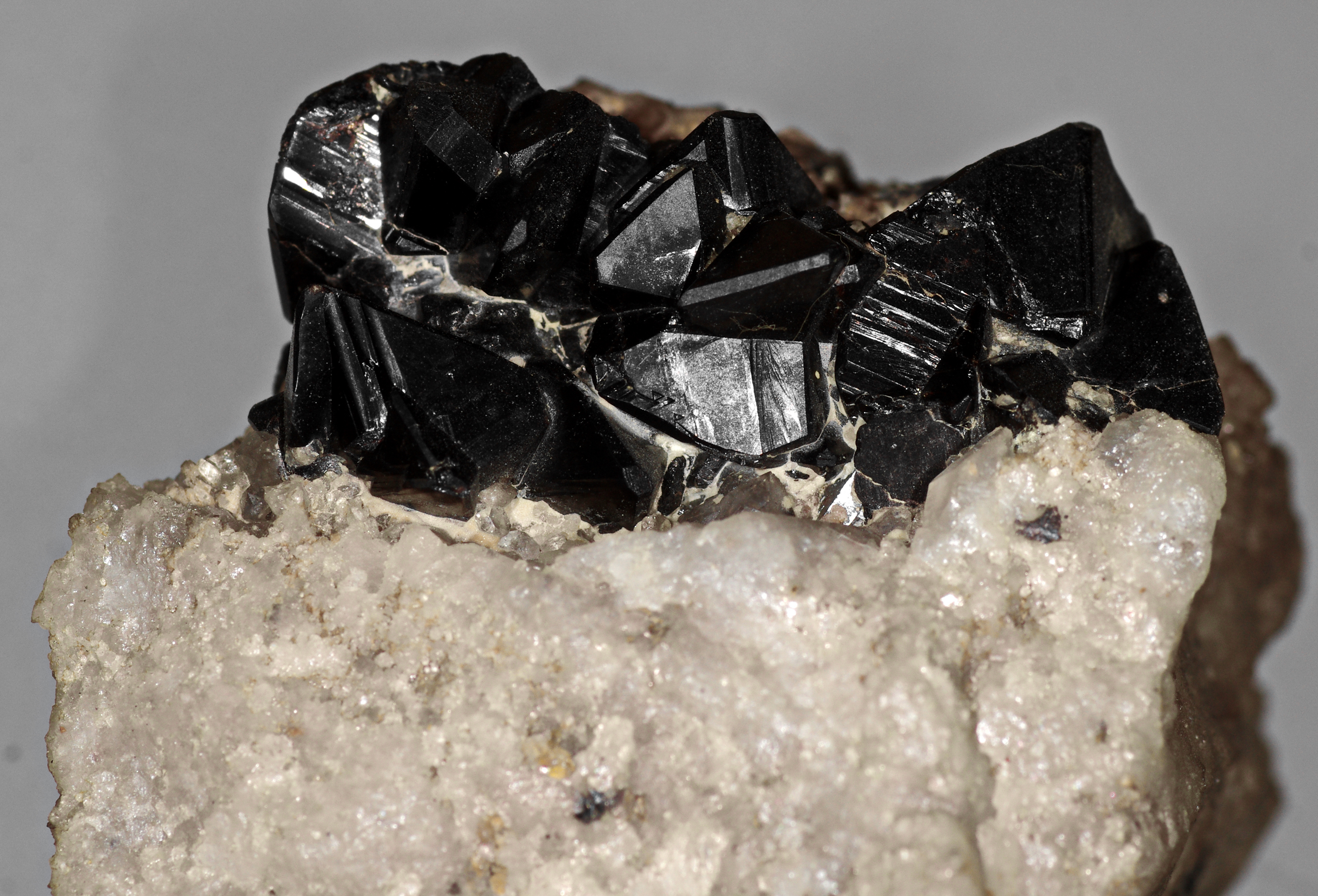
Kasiterit – Krásno
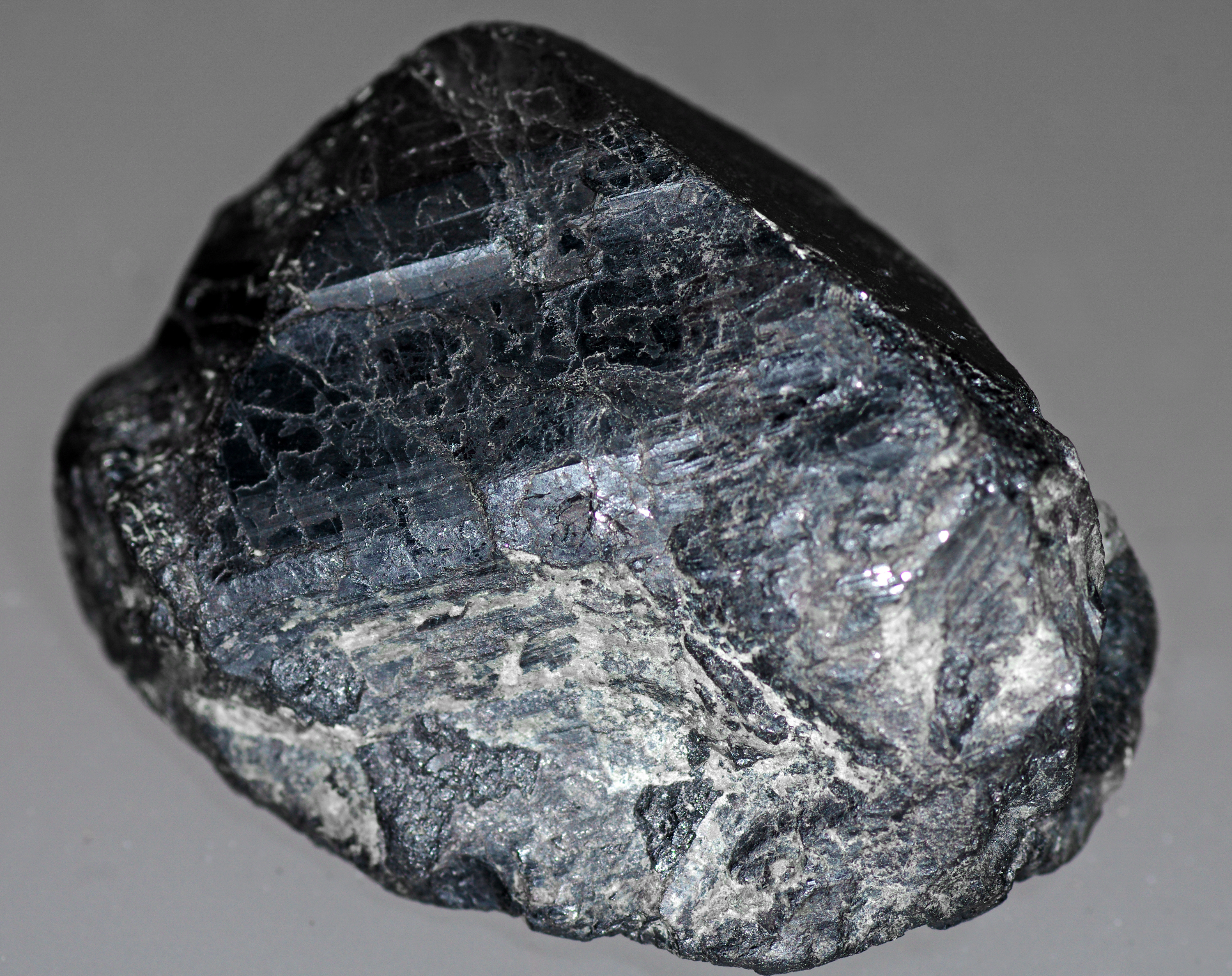
Wolframit – Cínovec
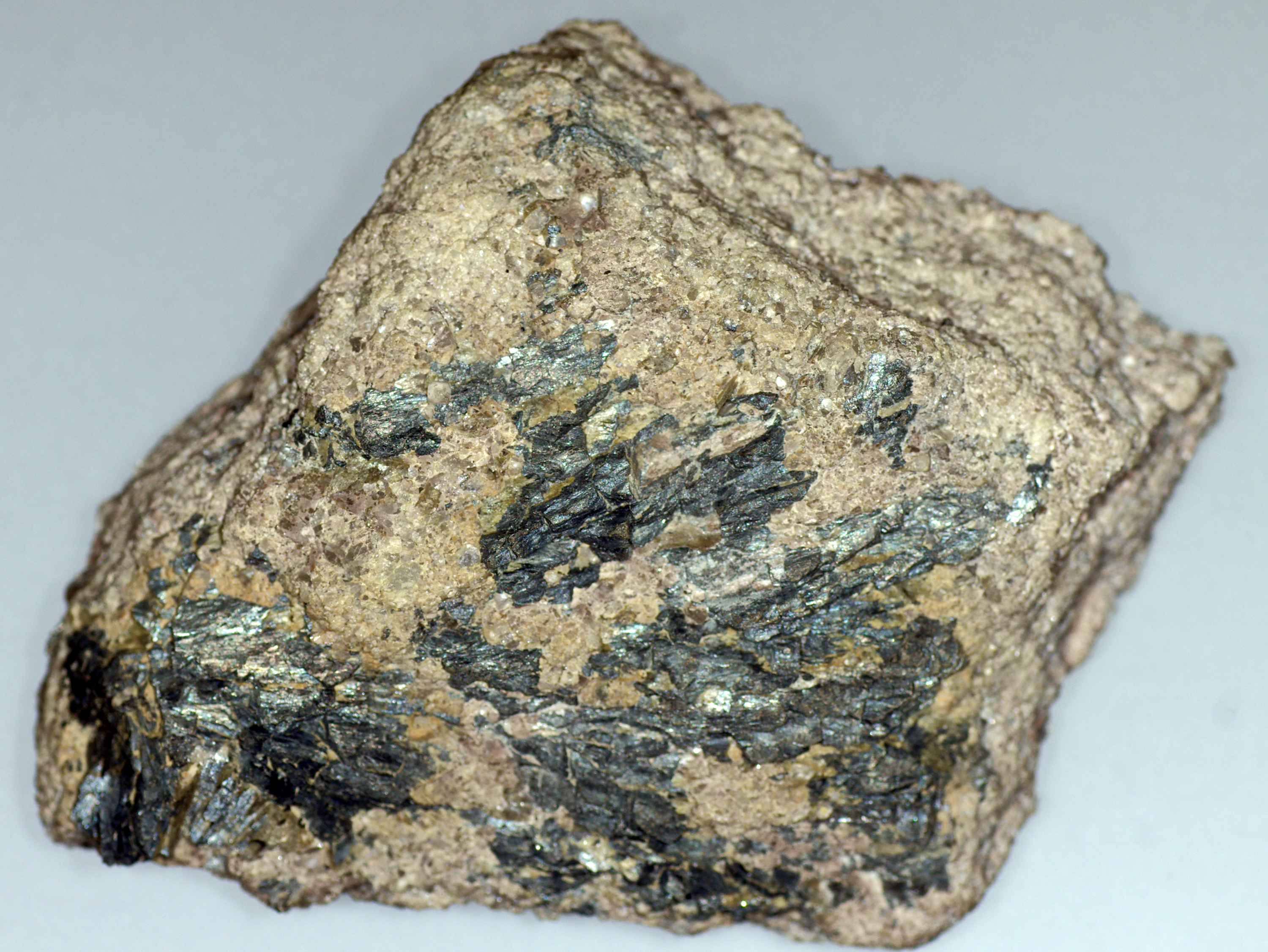
Arsenopyrit – Krásno
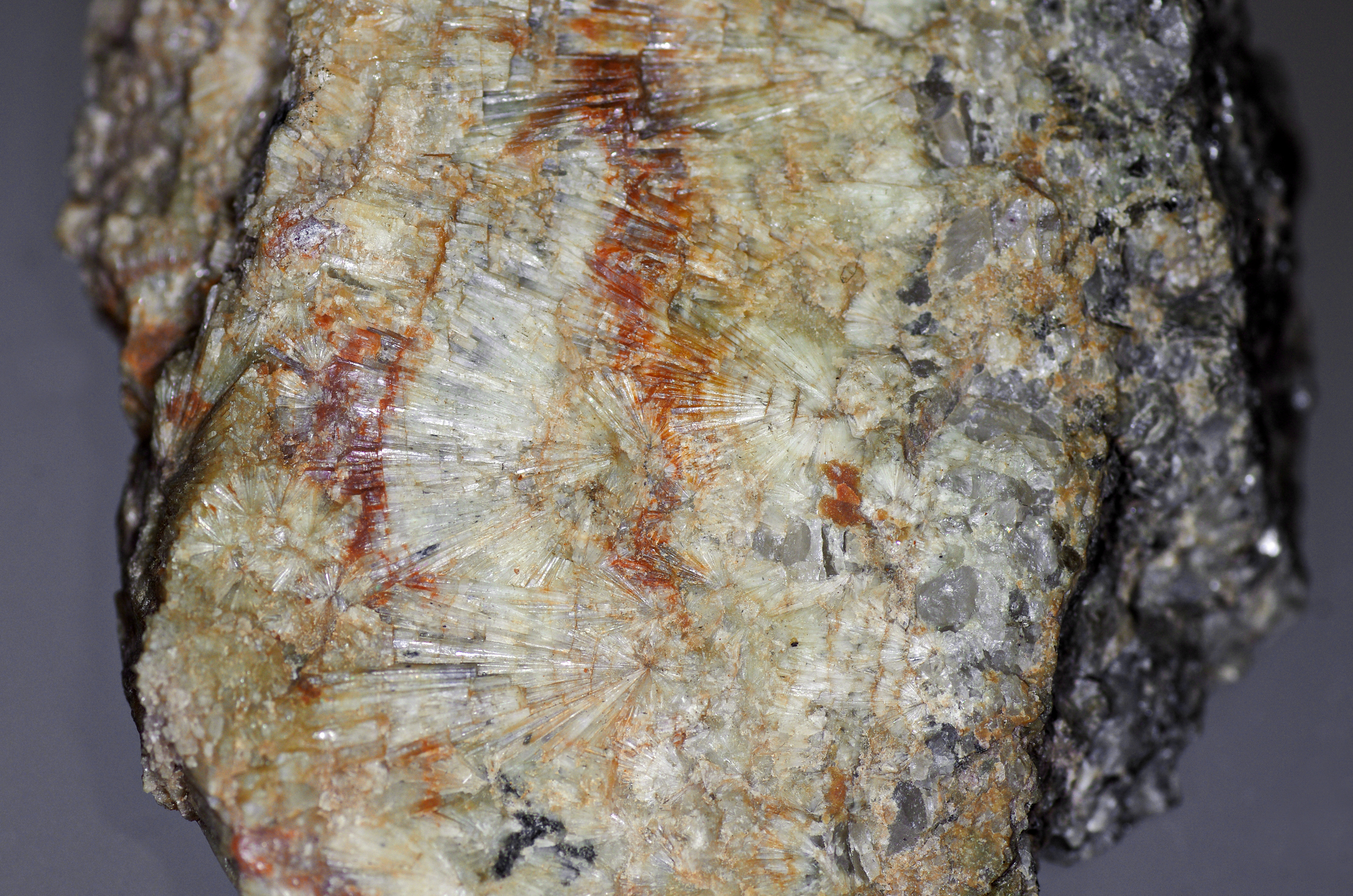
Topaz (pyknit) – Cínovec
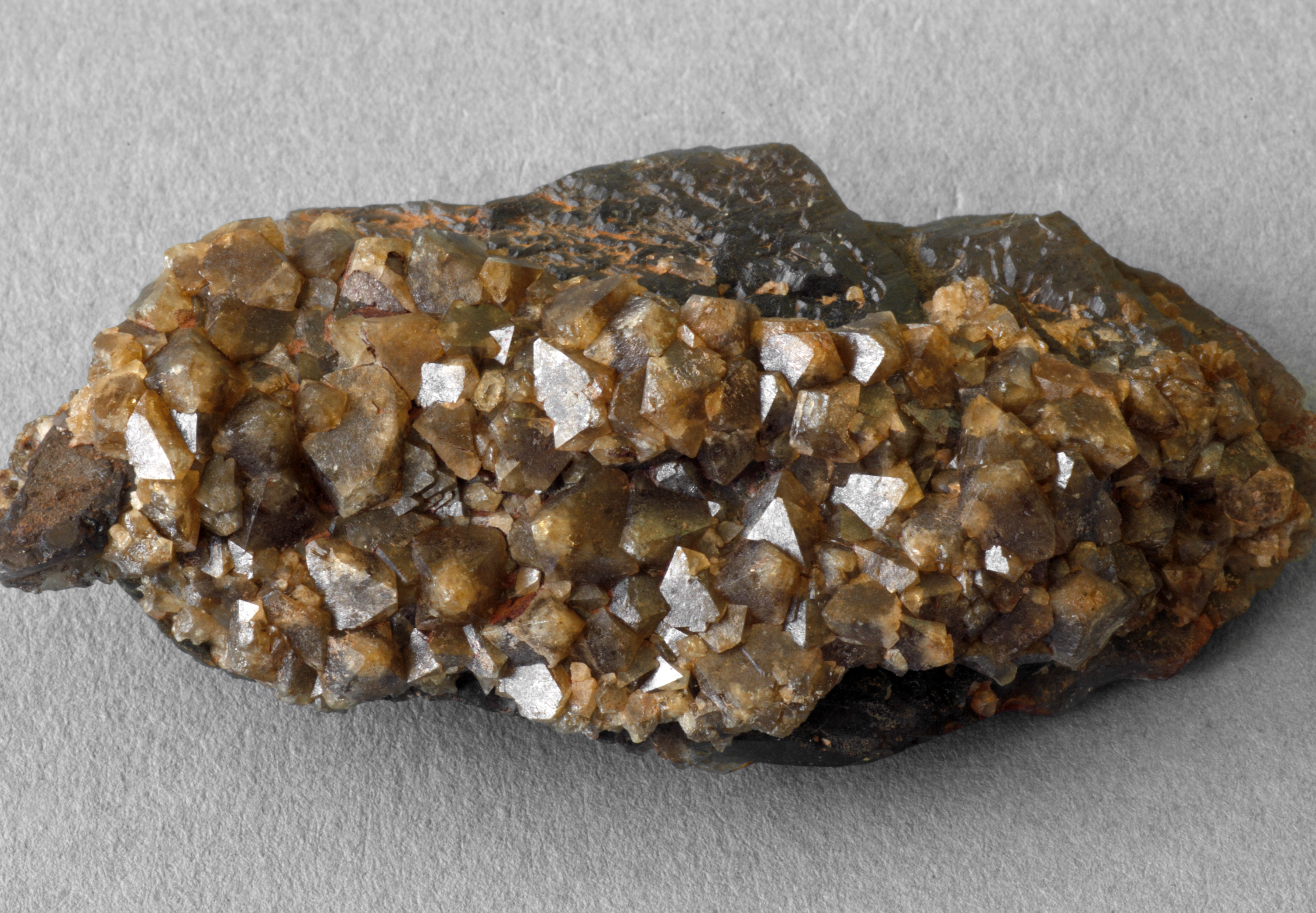
Scheelit – Cínovec
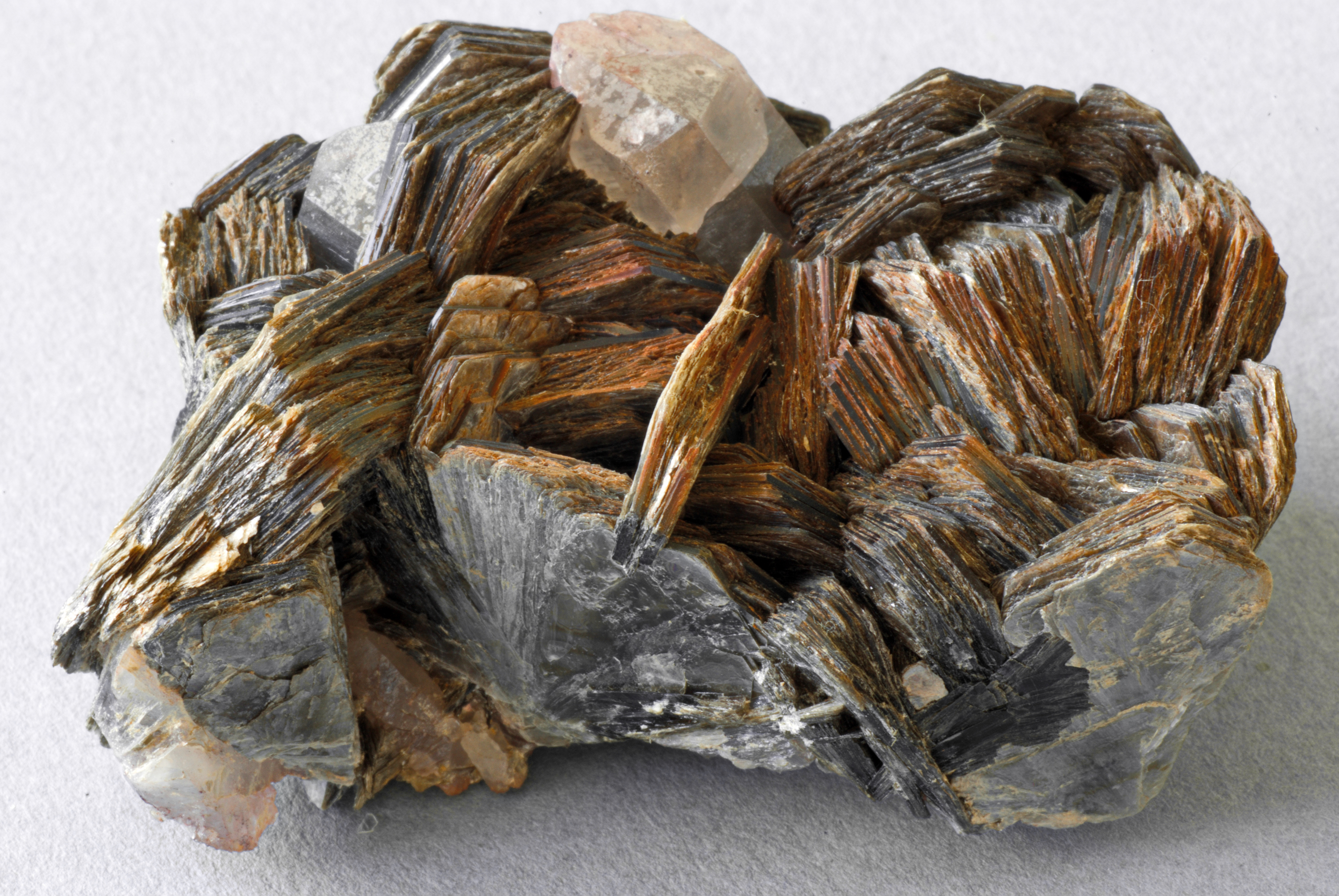
Cinvaldit – Cínovec
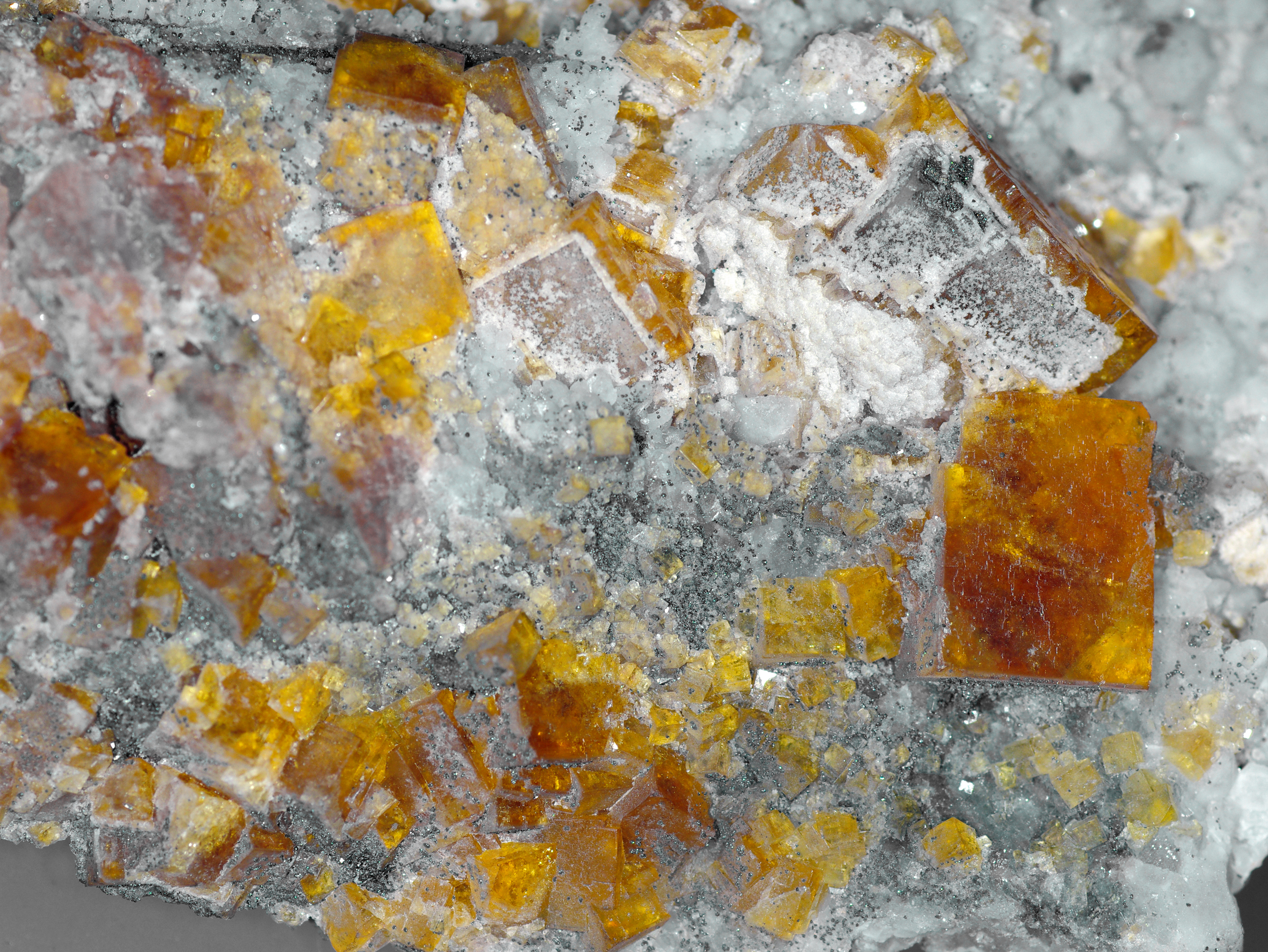
Fluorit – Ehrenfriedersdorf
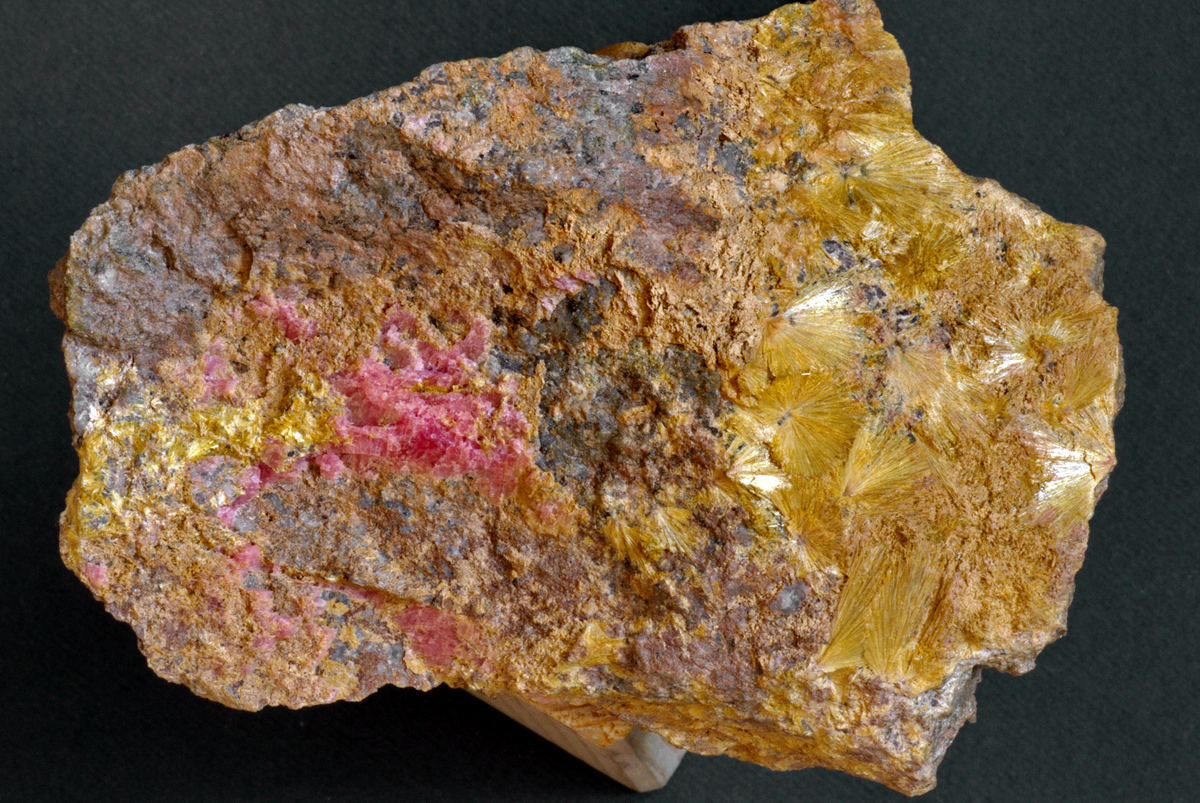
Karfolit – Krásno